# Te lo leggo negli occhi (Alice Paba)
Te lo leggo negli occhi è un singolo della cantante italiana Alice Paba, il secondo estratto dal primo album in studio Se fossi un angelo e pubblicato il 14 aprile 2017.

## Video musicale
Il videoclip, diretto da Luca Tartaglia, è stato pubblicato l'11 aprile 2017 sul canale Vevo della cantautrice.

## Tracce
1. Te lo leggo negli occhi – 3:41 (testo: Mirko Tommasi – musica: Mirko Tommasi, Mario Vallenari)